# Денисовка (Омская область)
Дени́совка — деревня в Седельниковском районе Омской области. Входит в состав Седельниковского сельского поселения.

## История
Основана в 1887 году. В 1928 году состояла из 86 хозяйств, основное население — белоруссы. В административном отношении деревня находилась в составе Седельниковского сельсовета Седельниковского района Тарского округа Сибирского края.

## Население
| 1926 | 2010 |
| ---- | ---- |
| 473  | ↘70  |

## Улицы
В деревне имеются две улицы: Набережная и Центральная.

## Известные уроженцы
- Медведев, Илья Алексеевич (1915—1983) — советский военнослужащий, сержант. Полный кавалер ордена Славы.